# Veerle van Spijk
Veerle van Spijk (Heusden, 26 augustus 2003) is een voetbalspeelster uit Nederland. Ze speelt als aanvaller voor Excelsior Rotterdam.

## Clubcarrière
Van Spijk kwam in haar jeugdjaren eerst uit voor VV Haarsteeg alvorens ze uitkwam voor RKVV Nieuwkuijk. Vervolgens was ze onderdeel van de DIA Meidenacademie voordat ze naar Sparta Rotterdam ging. Hier speelde ze vier jaar.
In de zomer van 2023 tekende van Spijk een contract bij Excelsior Rotterdam.
Op 15 september 2023 maakte van Spijk haar debuut in de Vrouwen Eredivisie door in te vallen voor Dana Breewel in een thuiswedstrijd tegen AFC Ajax.
Van Spijk verlengde haar verbintenis op 15 juni 2024 met een jaar waardoor ze in het seizoen 2024/25 opnieuw voor de Rotterdammers zal uitkomen. Door een kruisbandblessure kwam Van Spijk dat seizoen tot geen enkel optreden in de hoofdmacht van Excelsior. Op 19 juni 2025 verlengde ze nogmaals haar contract met een jaar.

## Statistieken
| Seizoen | Club                | Land      | Competitie | Wedstrijden | Doelpunten |
| ------- | ------------------- | --------- | ---------- | ----------- | ---------- |
| 2023/24 | Excelsior Rotterdam | Nederland | Eredivisie | 19          | 0          |
| 2024/25 | Excelsior Rotterdam | Nederland | Eredivisie | 0           | 0          |
| 2025/26 | Excelsior Rotterdam | Nederland | Eredivisie | 0           | 0          |
| Totaal  | Totaal              | Totaal    | Totaal     | 19          | 0          |

Laatste update: 15 juni 2024